# Mariana (Minas Gerais, Brazil)
Mariana je prvi glavni grad države Minas Gerais, i prvo naseljeno mjesto u državi uopće. Mjesto je osnovao Ribeirão do Carmo, 1703. godine. Grad je dobio ime po portugalskoj kraljici Marijani, supruzi kralja Joãoa V. Procjenjeni broj stanovnika u 2004. godini je 51 086.

## Vanjske poveznice

### Službene stranice
- http://www.mariana.mg.gov.br

### Spomenici
- http://www.mariana.mg.gov.br/monumentos.htm  Arhivirana inačica izvorne stranice od 20. srpnja 2006. (Wayback Machine)

### Druge stranice
- http://www.idasbrasil.com.br/idasbrasil/cidades/Mariana/port/apresent.asp

- http://www.marianamais.com.br  Arhivirana inačica izvorne stranice od 28. siječnja 2016. (Wayback Machine)